# ゾッ婚ディション/LUCKY☆STAR
「ゾッ婚ディション／LUCKY☆STAR」（ぞっこんでぃしょん／ラッキー・スター）は、大塚愛の20枚目のシングルである。2010年4月7日にavex traxよりリリースされた。

## 解説
前作「バイバイ」からおよそ1年1ヶ月ぶり、新曲のシングル（リカットを除く）としては「クラゲ、流れ星」以来1年7ヶ月ぶりとなるシングル。通算4作目となる両A面シングルである。
タイトルの「ゾッ婚ディション」とは「ゾッコン」、「結婚」、「コンディション」を合わせた造語である。
DVD盤には収録曲2曲のミュージック・ビデオが収録されたDVDが付属。PVが2曲収録されたシングルは自身初。
収録された2曲は、いずれも発売前に『ミュージックステーション』で披露された（「LUCKY☆STAR」は2010年2月19日放送分、「ゾッ婚ディション」は同年4月2日放送分）。

## 収録曲
（全作詞・作曲：愛／編曲：愛×Ikoman）

### CD
1. ゾッ婚ディション
  - アサヒビール「すらっと」CMソング（本人出演）
2. LUCKY☆STAR
  - フジテレビ系 バンクーバーオリンピックテーマソング
3. ゾッ婚ディション（Instrumental）
4. LUCKY☆STAR（Instrumental）

### DVD
1. ゾッ婚ディション（Music Clip）
2. LUCKY☆STAR（Music Clip）